# Напіввічнозелені ліси Орісси
Напіввічнозелені ліси Орісси (ідентифікатор WWF: IM0142) — індомалайський екорегіон тропічних та субтропічних вологих широколистяних лісів, розташований на сході Центральної Індії.

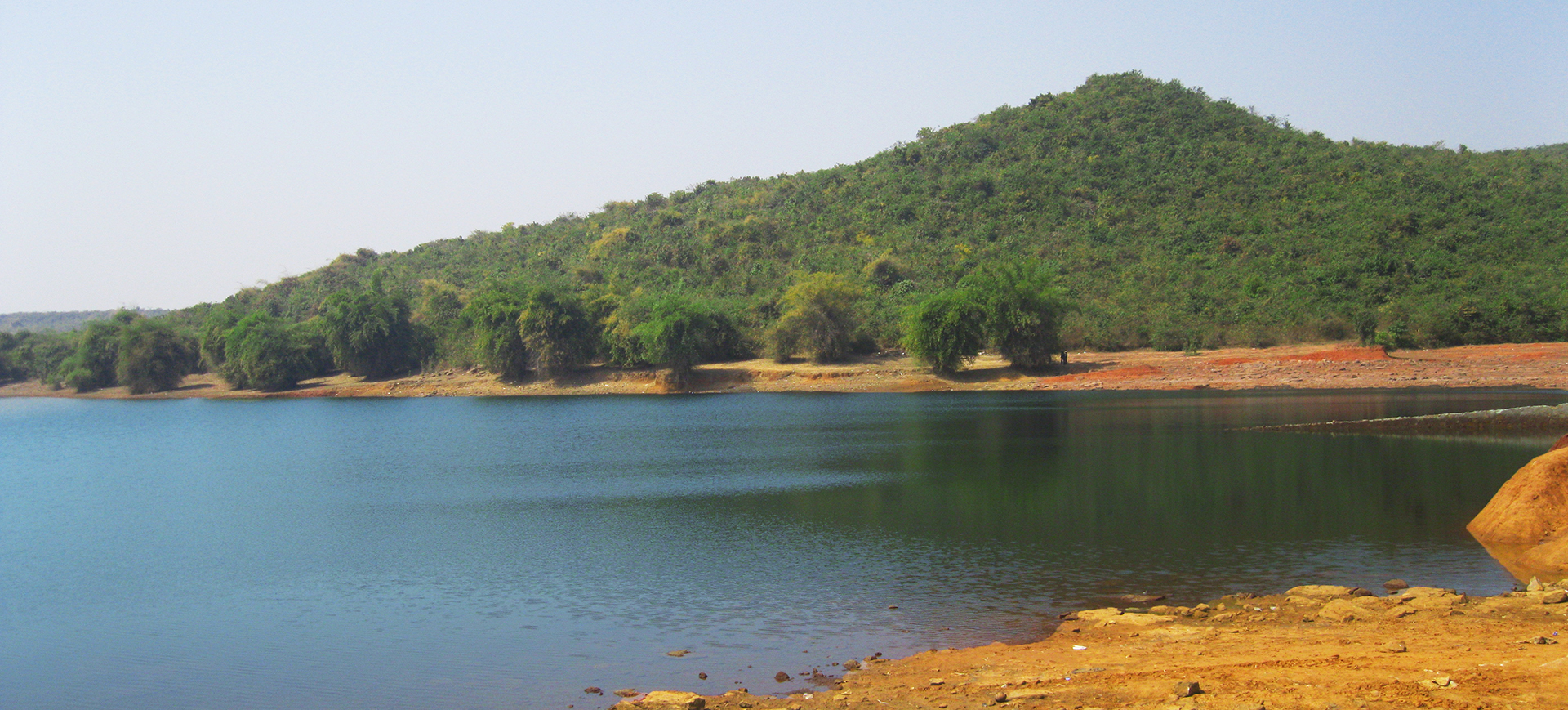
Напіввічнозелений ліс в заповіднику Слоновий заповідник Чандака

## Географія
Екорегіон напіввічнозелених лісів Орісси охоплює рівнини на сході штату Одіша, по яким розкидані невисокі пагорби. Майже посередині регіон перетинає річка Маганаді, яка впадає у Бенгальську затоку. На північ і захід від екорегіону поширені вологі листяні ліси Східного Декану, а на північний схід — вологі листяні ліси долини нижнього Гангу. В прибережних районах Одіши поширені мангри Годаварі та Крішни.

## Клімат
В межах екорегіону переважає саванний клімат (Aw за класифікацією кліматів Кеппена). На клімат регіону здійснюють значний вплив південно-західні мусони, що дмуть з Бенгальської затоки, які, в поєднанні з горбистим рельєфом регіону, призводять до більшого зволоження регіону, порівняно з рештою Декану. Середньорічна кількість опадів в регіоні становить близько 1500 мм.

## Флора
В екорегіоні переважають вологі напіввічнозелені ліси та бамбукові зарості. Основу лісів складають салові дерева (Shorea robusta). Також в них ростуть різні види терміналій (Terminalia spp.), адінових дерев (Adina spp.), червонокедрів (Toona spp.), бухананій (Buchanania spp.), клейстантусів (Cleistanthus spp.), кротонів (Croton spp.), сизигіумів (Syzygium spp.), ділленій (Dillenia spp.) та птероспермумів (Pterospermum spp.).
Верхній ярус лісів екорегіону складають салові дерева (Shorea robusta), мавпячі хлібні дерева (Artocarpus lacucha), магнолії чампака (Magnolia champaca), нілгірійські в'язи (Celtis tetrandra), повстисті бріделії (Bridelia tomentosa), бородавчасті бріделії (Bridelia verrucosa), п'ятистовпчикові ділленії (Dillenia pentagyna), індійські сараки (Saraca indica), індійське манго (Mangifera indica), барвисті стеркулії (Sterculia colorata) та різні види фікусів (Ficus spp.). Середній ярус характеризується пітраджовими деревами (Aphanamixis polystachya), цейлонськими залізними деревами (Mesua ferrea), ланцетолистими фебе (Phoebe lanceolata), щитолистими макарангами (Macaranga peltata), блискучими ліцеями (Litsea nitida), а також різними видами поліальтій (Polyalthia spp.) та глохідіонів (Glochidion spp.). В підліску переважають вічнозелені чагарники, бамбуки і трави. На пагорбах, де переважають латеритні ґрунти, ростуть сумчасті птерокарпуси (Pterocarpus marsupium), широколисті аногейсуси (Anogeissus latifolia), деревоплідні ксилії (Xylia xylocarpa), еліптичні терміналії (Terminalia elliptica) та дерева бахеда (Terminalia bellirica).

## Фауна
В межах екорегіону зустрічається близько 60 видів ссавців. Серед великих ссавців, поширених в регіоні, слід відзначити індійських слонів (Elephas maximus), гаурів (Bos gaurus), гірських куонів (Cuon alpinus), ведмедів-губачів (Melursus ursinus) та чотирирогих антилоп (Tetracerus quadricornis). В збережених лісах на вершинах пагорбів мешкають бенгальські тигри (Panthera tigris tigris) та індійські леопарди (Panthera pardus fusca).
В межах екорегіону зустрічається понад 215 видів птахів. Серед поширених в регіоні птахів слід відзначити індійських флоріканів (Sypheotides indicus), чорночеревих змієшийок (Anhinga melanogaster), рожевокрилих фламінго (Phoenicopterus roseus) та орланів-довгохвостів (Haliaeetus leucoryphus).

## Збереження
Екорегіон є досить густонаселеним. Тут розташовані найбільші міста Одіши, зокрема Бхубанешвар, Каттак, Пурі, Чхатрапур, Кендрапара та Бхадрак. Близько 96 % лісів екорегіону були знищені, а їх території перетворені на сільськогосподарські угіддя та поселення. Значна частина лісів, що залишилися, деградувала внаслідок перевипасу худоби і заготівлі дрів.
Оцінка 2017 року показала, що 1599 км², або 8 % екорегіону, є заповідними територіями. Природоохоронні території включають: Природний заповідник Балукханд-Конарк, Природний заповідник Чиліка, Слоновий заповідник Чандака та Природний заповідник Налбана.